# Stromanthe porteana
Stromanthe porteana är en strimbladsväxtart som beskrevs av Jean Antoine Arthur Gris. Stromanthe porteana ingår i släktet broktoppar, och familjen strimbladsväxter. Inga underarter finns listade.